# جون هينينج
جون هينينج (بالإنجليزية: John Henning)‏ هو صحفي أمريكي، ولد في 22 مايو 1937 في نيويورك في الولايات المتحدة، وتوفي في 7 يوليو 2010 في بوسطن في الولايات المتحدة بسبب ابيضاض الدم.